# 波士尼亞克拉伊納

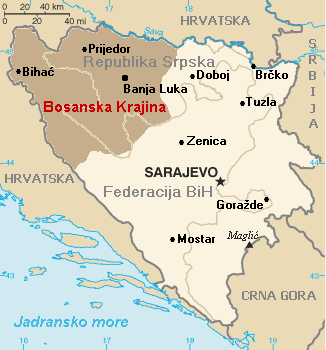
波士尼亞克拉伊納

波士尼亞克拉伊納是波士尼亞與赫塞哥維納的一個地理區域，由薩瓦河、乌纳河、弗尔巴斯河三條河流包圍而成。這一地區最大的城市是巴尼亚卢卡。在波赫戰爭結束之後，波士尼亞克拉伊納現在被波赫聯邦和塞族共和國分治。
44°46′N 17°11′E / 44.767°N 17.183°E